# Gran Premio de Checoslovaquia de Motociclismo de 1972
El Gran Premio de Checoslovaquia de Motociclismo de 1972 fue la novena prueba de la temporada 1972 del Campeonato Mundial de Motociclismo. El Gran Premio se disputó el 16 de julio de 1972 en el Circuito de Brno.
En la clase sidecar, el líder de la clasificación, Heinz Luthringshauser se retiró de una salida de pista que provocó la muerte de su pasajero Hans-Jürgen Cusnik.

## Resultados 500cc
En la categoría reina, novena victoria de la temporada del italiano Giacomo Agostini, que se pone muy de cara a obtener el título mundial. Ago consiguió la victoria con una ventaja increíble de más de dos minutos y medio con respecto al segundo clasificadoː Jack Findlay.
| Pos.    | Piloto               | Equipo      | Tiempo       | Pts. |
| ------- | -------------------- | ----------- | ------------ | ---- |
| 1       | Giacomo Agostini     | MV Agusta   | 1h 07' 47" 8 | 15   |
| 2       | Jack Findlay         | JADA-Suzuki | +2' 32" 9    | 12   |
| 3       | Bruno Kneubühler     | Yamaha      | +3' 02" 5    | 10   |
| 4       | Rodney Gould         | Yamaha      | +3' 58" 3    | 8    |
| 5       | Billie Nelson        | Yamaha      | +4' 58"      | 6    |
| 6       | Sven-Olof Gunnarsson | Kawasaki    | +5' 17"      | 5    |
| 7       | Bosse Granath        | Husqvarna   | +5' 18" 6    | 4    |
| 8       | Lothar John          | Yamaha      | +1 Vuelta    | 3    |
| 9       | Seppo Kangasniemi    | Yamaha      | +1 Vuelta    | 2    |
| 10      | Kurt-Ivan Carlsson   | Yamaha      | +1 Vuelta    | 1    |
| 11      | Alois Maxwald        | Rotax       |              |      |
| 12      | Gyulia Marsovsky     | Linto       |              |      |
| 13      | Heinz Schmid         | Suzuki      |              |      |
| 14      | Sergio Baroncini     | Ducados     |              |      |
| 15      | Árpád Juhos          | Metisse     |              |      |
| 16      | Kaarlo Koivuniemi    | Kawasaki    |              |      |
| 17      | Werner Bergold       | Kawasaki    |              |      |
| 18      | Anssi Resko          | Kawasaki    |              |      |
| Ret     | Eric Offenstadt      | Kawasaki    | Ret          |      |
| Ret     | Chas Mortimer        | Yamaha      | Ret          |      |
| Ret     | Kim Newcombe         | König       | Ret          |      |
| Ret     | Keith Turner         | Suzuki      | Ret          |      |
| Ret     | Karl Auer            | Kawasaki    | Ret          |      |
| Ret     | Jiri Kral            | CZ          | Ret          |      |
| Ret     | Mario Lega           | Ducatti     | Ret          |      |
| Ret     | Josef Ozelt          | Matchless   | Ret          |      |
| Ret     | Eman Quirenz         | Jawa        | Ret          |      |
| Ret     | Morgan Radberg       | Monark      | Ret          |      |
| Ret     | Michael Schmid       | Yamaha      | Ret          |      |
| Ret     | Bohumil Stasa        | CZ          | Ret          |      |
| Fuente: |                      |             |              |      |

## Resultados 350cc
En 350cc, tercera victoria de la temporada para el finlandés Jarno Saarinen, que se aprovechó de las retiradas de los pilotos del italiano Giacomo Agostini y del británico Phil Read, que se tuvieron que retirar cuando estaban luchando con el finlandés por la victoria.
| Pos. | Piloto           | Moto      | Tiempo    | Pts. |
| ---- | ---------------- | --------- | --------- | ---- |
| 1    | Jarno Saarinen   | Yamaha    | 57' 56" 2 | 15   |
| 2    | Renzo Pasolini   | Aermacchi | +1' 47" 6 | 12   |
| 3    | Dieter Braun     | Yamaha    | +2' 25" 1 | 10   |
| 4    | Bruno Kneubühler | Yamaha    | +2' 34" 4 | 8    |
| 5    | Werner Pfirter   | Yamaha    | +3' 23" 2 | 6    |
| 6    | Teuvo Länsivuori | Yamaha    | +3' 35" 2 | 5    |
| 7    | František Srna   | Jawa      | +4' 17" 2 | 4    |
| 8    | Silvio Grassetti | MZ        | +4' 18" 2 | 3    |
| 9    | John Dodds       | Yamaha    |           | 2    |
| 10   | Billie Nelson    | Yamaha    |           | 1    |
| 11   | Bosse Granath    | Yamaha    |           |      |
| 12   | Marcel Ankoné    | Yamsel    |           |      |
| 13   | Helmut Kassner   | Yamaha    | 1 Vuelta  |      |
| 14   | Kim Newcombe     | König     | 1 Vuelta  |      |
| Ret  | Phil Read        | MV Agusta | Ret       |      |
| Ret  | Giacomo Agostini | MV Agusta | Ret       |      |

## Resultados 250cc
En el cuarto de litro, el alemán Dieter Braun da un golpe casi definitivo a la clasificación general de la categoría con otra victoria, la tercera de la temporada en su palmarés. El piloto francés Michel Rougerie se coló en la segunda posición y el máximo rival de Braun en la general, el finlandés Teuvo Länsivuori, tercero.
| Pos. | Piloto           | Moto      | Tiempo    | Pts. |
| ---- | ---------------- | --------- | --------- | ---- |
| 1    | Jarno Saarinen   | Yamaha    | 48' 42" 3 | 15   |
| 2    | Renzo Pasolini   | Aermacchi | +41" 5    | 12   |
| 3    | Phil Read        | Yamaha    | +54" 3    | 10   |
| 4    | Rodney Gould     | Yamaha    | +1' 21"   | 8    |
| 5    | Silvio Grassetti | MZ        | +1' 21" 6 | 6    |
| 6    | Börje Jansson    | Yamaha    | +1' 28" 1 | 5    |
| 7    | John Dodds       | Yamaha    | +1' 28" 5 | 4    |
| 8    | Teuvo Länsivuori | Yamaha    | +1' 42" 5 | 3    |
| 9    | Werner Pfirter   | Yamaha    | +1' 46" 2 | 2    |
| 10   | Kent Andersson   | Yamaha    | +1' 46" 5 | 1    |
| 11   | Marcel Ankoné    | Yamsel    | +2' 10" 8 |      |
| 12   | János Drapál     | Yamaha    | +2' 39" 6 |      |
| 13   | Fosco Giansanti  | Yamaha    | +2' 53" 9 |      |
| 14   | Bohumil Stasa    | CZ        |           |      |
| 15   | Geza Repitz      | Yamaha    |           |      |
| 16   | Frantisek Srna   | Jawa      | 1 Vuelta  |      |
| Ret  | Eric Offenstadt  | Kawasaki  | Ret       |      |

## Resultados 125cc
En el octavo de litro, el español Ángel Nieto cayó en la última curva cuando tenía que ver la bandera de cuadros de la victoria. Al final,la victoria fue para Börje Jansson por delante de Chas Mortimer y Kent Andersson, que fueron segundo y tercero respectivamente.
| Pos. | Piloto            | Moto       | Tiempo    | Pts. |
| ---- | ----------------- | ---------- | --------- | ---- |
| 1    | Börje Jansson     | Maico      | 47' 24" 6 | 15   |
| 2    | Chas Mortimer     | Yamaha     | +54" 2    | 12   |
| 3    | Kent Andersson    | Yamaha     | +59" 1    | 10   |
| 4    | Gert Bender       | Maico      | +1' 35" 2 | 8    |
| 5    | Dieter Braun      | Maico      | +2' 29" 9 | 6    |
| 6    | Paolo Isnardi     | Morbidelli | +3' 33" 7 | 5    |
| 7    | Lothar John       | Yamaha     | +3' 46" 6 | 4    |
| 8    | Bernd Köhler      | MZ         |           | 3    |
| 9    | Aramis Brito      | MZ         |           | 2    |
| 10   | Antonio García    | MZ         |           | 1    |
| 11   | Seppo Kangasniemi | Maico      |           |      |
| 12   | Janos Reisz       | MZ         |           |      |
| Ret  | Ángel Nieto       | Derbi      | Ret       |      |
| Ret  | Zbyněk Havrda     | Ahra       | Ret       |      |